# Catalina de Mayena
Catherine de Mayenne (1585, Francia-8 de marzo de 1618, París), también conocida como Catherine de Lorraine, fue una noble francesa de la Casa de Lorena-Guisa.

## Biografía
Catherine fue la tercera hija, y la  mayor, de Carlos de Lorena, duque de Mayenne, y d'Aiguillon y de Enriqueta de Saboya-Villars, hija de Honorato II de Saboya, el entonces marqués de Villars y de Sommerive.
Se casó con Carlos I de Gonzaga-Nevers (18), duque de Nevers y Rethel, el 1 de febrero de 1599 en Soissons.
Catherine participó activamente en la administración y ordenamiento de los feudos de su esposo e hijos. Además, como su esposo, ella era sinceramente piadosa y devota. La historia ha conservado, sobre todo, las creaciones de fundaciones religiosas, monasterios, abadías o iglesias, establecimientos educativos, hospitales. Según Hilarion de Coste, la gran cantidad de iglesias y monasterios que ella ha construido y encontrado en varios lugares de su tierra, siguen siendo buenas señales de su devoción y piedad y de la del duque de Nevers, su marido. Del mismo modo, en la nueva ciudad que crearon en 1606 en Charles-Ville, se ve un Colegio de la Compañía de Jesús, donde a los jóvenes se les enseñaba piedad y buenas letras. Todavía hay un convento de capuchinos, establecido. El Hospital de la misma ciudad sigue siendo un fuerte testimonio de su benignidad y misericordia hacia los pobres. También hay un monasterio de «observancia» carmelita, un monasterio carmelita de Santa Teresa, un colegio jesuita, un monasterio del Santo Sepulcro, un convento franciscano, una iglesia capuchina, un alto priorato de la milicia cristiana que sirvió como hospital.

### Hijos
- François, nacido en 1606, que ostentó el título de cortesía del duque François III de Rethel y murió en el 13 de octubre de 1622 a la edad de 16 años;
- Carlos, nacido en 1609, que se convertirá en 1621, a la muerte de su tío Henri, hermano de su madre, duque de Mayenne bajo el título de Carlos III de Mayenne, reanudará en 1622 , a la muerte de su hermano mayor, cortesía del duque Carlos IV de Rethel y murió en 1631 a la edad de 22 años;
- Fernando, nacido en 1610, se convirtió en 1631 a la muerte de su hermano Carlos, duque de Mayenne bajo el título de Fernando de Mayenne y murió en 1632 a la edad de 22 años;
- María Luisa, nacida en 1611, que se casará sucesivamente con dos reyes de Polonia , Ladislao IV Vasa, de la cual quedará viuda y luego su medio hermano Juan II Casimir Vasa y morirá en 1667 a la edad de 56 años;
- Bénédicte, nacida en 1614, que hizo sus votos en 1633, se convirtió en abadesa de Avenay cerca de Épernay (actual departamento de Marne , Francia ) y murió el 20 de diciembre de 1637 a la edad de 23 años;
- Ana María, nacida en 1616, se casará en 1639 con Enrique II de Guisa, nieto del famoso Balafré asesinado por orden del rey Enrique III , de quien se divorciará en 1641 para volver a casarse con el príncipe Palatino Édouard con quien tendrá una numerosa posteridad con  muchas casas nobles de Europa, y murió en 1684 a la edad de 68 años.

### Muerte
Catherine murió en su hotel en Nevers, París, en 1618, a los 33 años de edad. Fue enterrada en la catedral de Nevers.